# Pizokel

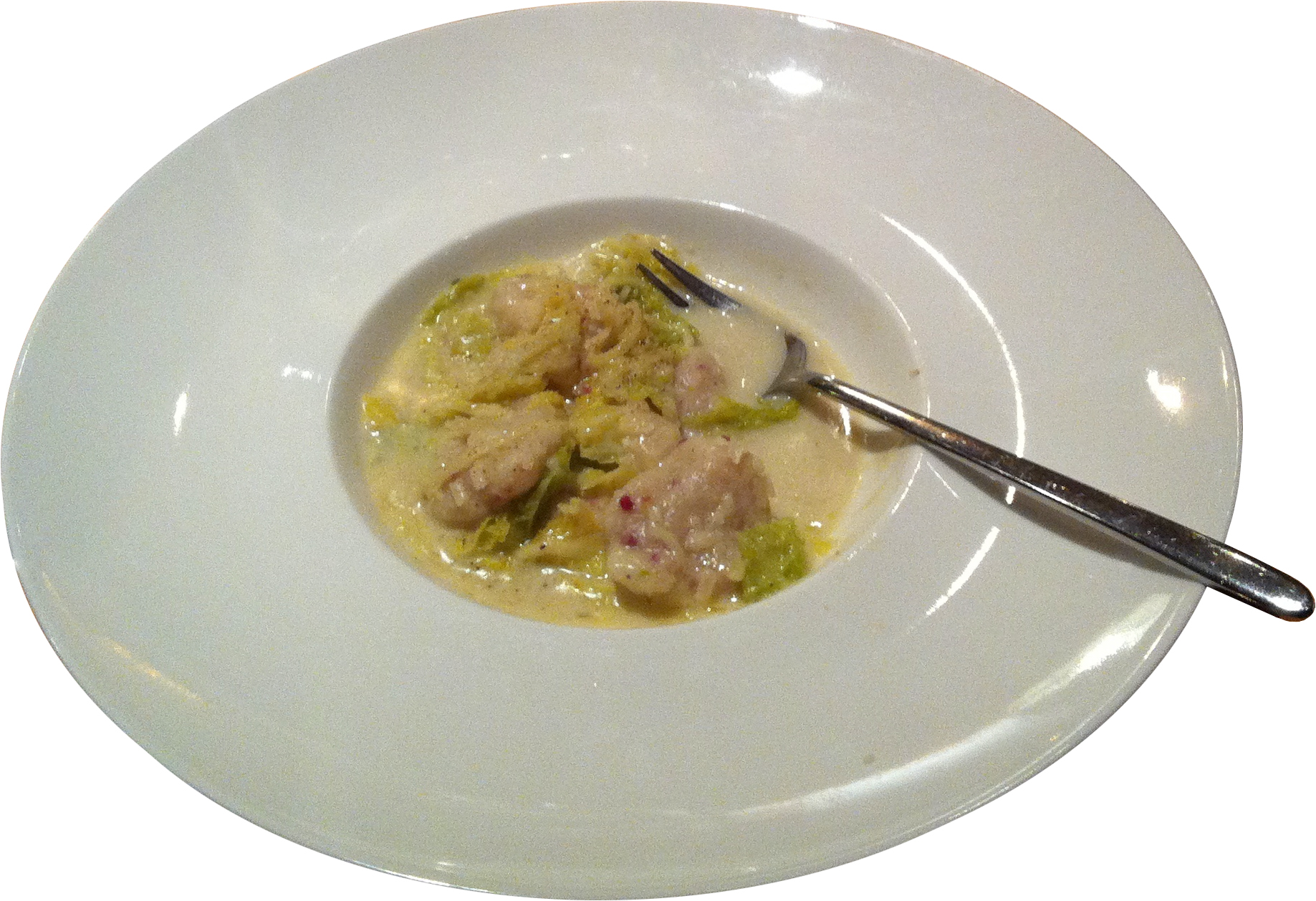
Pizokel

Pizokel sind eine an Spätzle erinnernde Teigwarenspezialität aus Graubünden.

## Herstellung und Zubereitung
Der Teig besteht aus Mehl (Weizen oder eine Mischung aus Buchweizen und Weizen), Eiern und Milch. Bei einer Variante, den Kartoffelpizokel, werden geriebene Kartoffeln, Weizenmehl, Eier und Milch verwendet.
Zur Zubereitung werden die Zutaten zu einem halbfesten Teig verarbeitet, der nach einer Ruhezeit auf einem nassen Brett ausgestrichen und mit einem Messer in kochendes Salzwasser geschabt wird. Die garen Pizokel schwimmen an der Oberfläche und werden mit einem Schaumlöffel abgeschöpft. Je nach Rezept kann der Teig noch mit Petersilie oder Pfefferminze gewürzt werden, bei Kartoffelpizokel mit Muskat.
Serviert werden Pizokel mit zerlassener Butter oder in Butter geröstetem Paniermehl, oft auch mit gebratenem Speck, Zwiebeln und geriebenem Käse, mit verschiedenen Gemüsen wie Wirsing, Spinat, Mangold oder ähnlichem. Besonders Kartoffelpizokel werden auch gratiniert serviert.
Eine süsse Variante des Gerichts sind die Churer Birnenpizokel. Der Teig wird ebenfalls mit Mehl, Wasser, Milch und Eiern hergestellt, aber nach dem Kochen im Salzwasser und nach dem Auskühlen lassen mit frisch geschnittenen Birnen ergänzt, die zuvor in 30–50 g Zucker und 50–100 g Butter gebräunt wurden (bei 300 g Mehl und 250 g Birnen).
Eine weitere Variante sind Quarkpizokel. Kleine und schmackhafte Pizokel aus Quark ist das traditionelle Rezept aus Graubünden und ergibt eine tolle Beilage.
Ein verwandtes Gericht sind die Pizzoccheri aus dem Puschlav und Veltlin, eine Art Buchweizenbandnudeln, die meist mit Wirsing, Kartoffeln und Käse zubereitet werden.